# Ptychozoon intermedium
Espèce
Statut de conservation UICN

 NT  : Quasi menacé
Ptychozoon intermedium est une espèce de geckos de la famille des Gekkonidae.

## Répartition
Cette espèce est endémique des Philippines.

## Description
C'est un gecko arboricole, nocturne et insectivore.

## Reproduction
Les œufs incubent environ deux mois entre 25 et 28 °C.

## Publication originale
- Taylor, 1915 : New species of Philippine lizards. Philippine Journal of Science, vol. 10, p. 89-109 (texte intégral).